# Зайвей, Евгений Павлович
Евгений Павлович Зайвей (15 июня 1926, Ленинград — 25 августа 2012, Санкт-Петербург) — советский российский флейтист и педагог, солист симфонического оркестра Михайловского театра и заслуженного коллектива России Академического симфонического оркестра Ленинградской филармонии, преподаватель Ленинградской консерватории.

## Биография
В 1949 г. окончил Ленинградскую консерваторию по классу флейты у Заслуженного деятеля искусств РСФСР профессора Б. В. Тризно, в 1952 г. — аспирантуру под руководством Б. В. Тризно. В 1945—1949 гг. — артист оркестра Ленинградского театра музыкальной комедии, в 1949—1958 — оркестра Ленинградского радио и телевидения.
В 1958—1990 гг. — солист симфонического оркестра Михайловского театра. В 1960-х гг. играл также в Заслуженном коллективе России Академическом симфоническом оркестре Ленинградской филармонии п/у Е.Мравинского.
В 1950—1955 и в 1957—1958 гг. — преподаватель Ленинградской консерватории, в 1970—1977 гг. — музыкальной школы-десятилетки при консерватории, с 1977 г. — музыкальных школ Ленинграда-Петербурга, в том числе школы искусств им. Мравинского. Среди его многочисленных учеников — лауреаты и дипломанты всероссийских и международных конкурсов, солисты петербургских, московских и зарубежных оркестров и театров.
Похоронен на Серафимовском кладбище

## Награды
- Медаль ордена «За заслуги перед отечеством» (2006)